# Gretchen McCulloch
Gretchen McCulloch – kanadyjska językoznawczyni. Zajmuje się lingwistyką internetu oraz językiem komunikacji internetowej. Jest współzałożycielką podkastu „Lingthusiasm” oraz autorką bloga „All Things Linguistic”.
W 2019 roku wydała książkę Because Internet: Understanding the New Rules of Language.
Na swoim blogu regularnie omawia trendy w internetowej praktyce językowej, w tym stosowanie specyficznych zwrotów i emoji, a także analizuje formy językowe właściwe dla komunikacji internetowej.
Jest absolwentką Uniwersytetu McGilla, gdzie uzyskała magisterium z językoznawstwa.

## Wybrana twórczość
- Because Internet: Understanding the New Rules of Language (2019)